# 강희
강희(康熙, 1662년 ~ 1722년)는 청나라 성조(聖祖) 강희제(康熙帝)의 연호이다. 61년 가량 사용하였다. 
중국에서 가장 오랫동안 쓰인 연호로 중국 역대 왕조 중 마지막 전성기인 강건성세(康乾盛世)를 연 치세이기도 하다. 강희는 평화로운 조화를 뜻하며 실제로 강희제는 자신의 치세를 중국의 평화로운 조화를 위해 온 힘을 기울여서 오배와 삼번의 난 진압, 타이완 정복, 몽골과 티베트 원정 등으로 청나라의 국위를 세웠다.

## 개원
- 순치(順治) 18년 1월 9일[1](그레고리력 1661년 2월 7일)에 연호를 강희(康熙)로 정하고, 다음 해 1월 1일[2](그레고리력 1662년 2월 18일)에 개원함.[3][4][5][6]

- 강희(康熙) 61년 11월 20일[7](그레고리력 1722년 12월 27일)에 연호를 옹정(雍正)으로 정하고, 다음 해 1월 1일[8](그레고리력 1723년 2월 5일)에 개원함.[9][10][5]

## 연대 대조표
| 강희 | 서기(西紀) | 간지(干支) |
| 원년 | 1662년     | 임인(壬寅) |
| 2년  | 1663년     | 계묘(癸卯) |
| 3년  | 1664년     | 갑진(甲辰) |
| 4년  | 1665년     | 을사(乙巳) |
| 5년  | 1666년     | 병오(丙午) |
| 6년  | 1667년     | 정미(丁未) |
| 7년  | 1668년     | 무신(戊申) |
| 8년  | 1669년     | 기유(己酉) |
| 9년  | 1670년     | 경술(庚戌) |
| 10년 | 1671년     | 신해(辛亥) |
| 강희 | 서기(西紀) | 간지(干支) |
| 11년 | 1672년     | 임자(壬子) |
| 12년 | 1673년     | 계축(癸丑) |
| 13년 | 1674년     | 갑인(甲寅) |
| 14년 | 1675년     | 을묘(乙卯) |
| 15년 | 1676년     | 병진(丙辰) |
| 16년 | 1677년     | 정사(丁巳) |
| 17년 | 1678년     | 무오(戊午) |
| 18년 | 1679년     | 기미(己未) |
| 19년 | 1680년     | 경신(庚申) |
| 20년 | 1681년     | 신유(辛酉) |
| 강희 | 서기(西紀) | 간지(干支) |
| 21년 | 1682년     | 임술(壬戌) |
| 22년 | 1683년     | 계해(癸亥) |
| 23년 | 1684년     | 갑자(甲子) |
| 24년 | 1685년     | 을축(乙丑) |
| 25년 | 1686년     | 병인(丙寅) |
| 26년 | 1687년     | 정묘(丁卯) |
| 27년 | 1688년     | 무진(戊辰) |
| 28년 | 1689년     | 기사(己巳) |
| 29년 | 1690년     | 경오(庚午) |
| 30년 | 1691년     | 신미(辛未) |
| 강희 | 서기(西紀) | 간지(干支) |
| 31년 | 1692년     | 임신(壬申) |
| 32년 | 1693년     | 계유(癸酉) |
| 33년 | 1694년     | 갑술(甲戌) |
| 34년 | 1695년     | 을해(乙亥) |
| 35년 | 1696년     | 병자(丙子) |
| 36년 | 1697년     | 정축(丁丑) |
| 37년 | 1698년     | 무인(戊寅) |
| 38년 | 1699년     | 기묘(己卯) |
| 39년 | 1700년     | 경진(庚辰) |
| 40년 | 1701년     | 신사(辛巳) |
| 강희 | 서기(西紀) | 간지(干支) |
| 41년 | 1702년     | 임오(壬午) |
| 42년 | 1703년     | 계미(癸未) |
| 43년 | 1704년     | 갑신(甲申) |
| 44년 | 1705년     | 을유(乙酉) |
| 45년 | 1706년     | 병술(丙戌) |
| 46년 | 1707년     | 정해(丁亥) |
| 47년 | 1708년     | 무자(戊子) |
| 48년 | 1709년     | 기축(己丑) |
| 49년 | 1710년     | 경인(庚寅) |
| 50년 | 1711년     | 신묘(辛卯) |
| 강희 | 서기(西紀) | 간지(干支) |
| 51년 | 1712년     | 임진(壬辰) |
| 52년 | 1713년     | 계사(癸巳) |
| 53년 | 1714년     | 갑오(甲午) |
| 54년 | 1715년     | 을미(乙未) |
| 55년 | 1716년     | 병신(丙申) |
| 56년 | 1717년     | 정유(丁酉) |
| 57년 | 1718년     | 무술(戊戌) |
| 58년 | 1719년     | 기해(己亥) |
| 59년 | 1720년     | 경자(庚子) |
| 60년 | 1721년     | 신축(辛丑) |
| 강희 | 서기(西紀) | 간지(干支) |
| 61년 | 1722년     | 임인(壬寅) |

## 동시대 연호

### 중국
남명(南明)
- 정무(定武) (1646년 ~ 1663년)

동녕국(東寧國)
- 영력(永曆) (1661년 ~ 1683년)

오주(吳周)
- 소무(昭武) (1678년)
- 홍화(洪化) (1679년 ~ 1681년)

중국(기타)
- 왕요조(王耀祖) 대경(大慶) (1665년)
- 양기륭(楊起隆) 광덕(廣德) (1673년)
- 이천극(李天極) 원흥(元興) (1704년)
- 위기엽(魏枝葉) 문흥(文興) (1704년 ~ 1706년)
- 전보통(錢寶通) 영흥(永興) (1708년)
- 장염일(張念一) 천덕(天德) (1708년)
- 주일귀(朱一貴) 영화(永和) (1721년)

### 베트남
후 레 왕조(後黎朝)
- 빈토(永壽) (1658년 ~ 1662년)
- 반카인(萬慶) (1662년)
- 까인찌(景治) (1663년 ~ 1671년)
- 즈엉득(陽德) (1672년 ~ 1674년)
- 득응우옌(德元) (1674년 ~ 1675년)
- 빈찌(永治) (1676년 ~ 1680년)
- 찐호아(正和) (1680년 ~ 1705년)
- 빈틴(永盛) (1705년 ~ 1720년)
- 바오타이(保泰) (1720년 ~ 1729년)

막 왕조(莫朝)
- 빈쓰엉(永昌) (1661년 ~ 1680년)

### 일본
- 간분(寬文) (1661년 ~ 1673년)
- 엔포(延寶) (1673년 ~ 1681년)
- 덴나(天和) (1681년 ~ 1684년)
- 조쿄(貞享) (1684년 ~ 1688년)
- 겐로쿠(元祿) (1688년 ~ 1704년)
- 호에이(寶永) (1704년 ~ 1711년)
- 쇼토쿠(正德) (1711년 ~ 1716년)
- 교호(享保) (1716년 ~ 1736년)

## 같이 보기
- 중국의 연호 목록